# 도쿠야마촌 (시즈오카현)
도쿠야마촌(일본어: 徳山村)은 일본 시즈오카현의 중부, 시다군에 속해있던 촌이다. 현재의 가와네혼정 남동부에 해당한다.

## 역사
- 1889년 4월 1일 - 정촌제 시행에 의해 시다군 도쿠야마촌이 성립하였다.
- 1956년 9월 30일 - 도쿠야마촌은 하이바라군 나카카와네촌에 편입되었다. 이후 오아자 호리노우치가 오아자 도쿠야마로 개칭되었다

## 교통

### 도로
편입 후 제정된 국도 국도 제362호선이 도쿠야마 지구를 관통하게 되었다.

## 참고문헌
- 角川日本地名大辞典 22 静岡県

## 참고 문헌
- 角川日本地名大辞典編纂委員会,『角川日本地名大辞典 22 静岡県』, 角川書店, 1978年, ISBN 4-04-001220-8